# David di Donatello per la migliore attrice protagonista

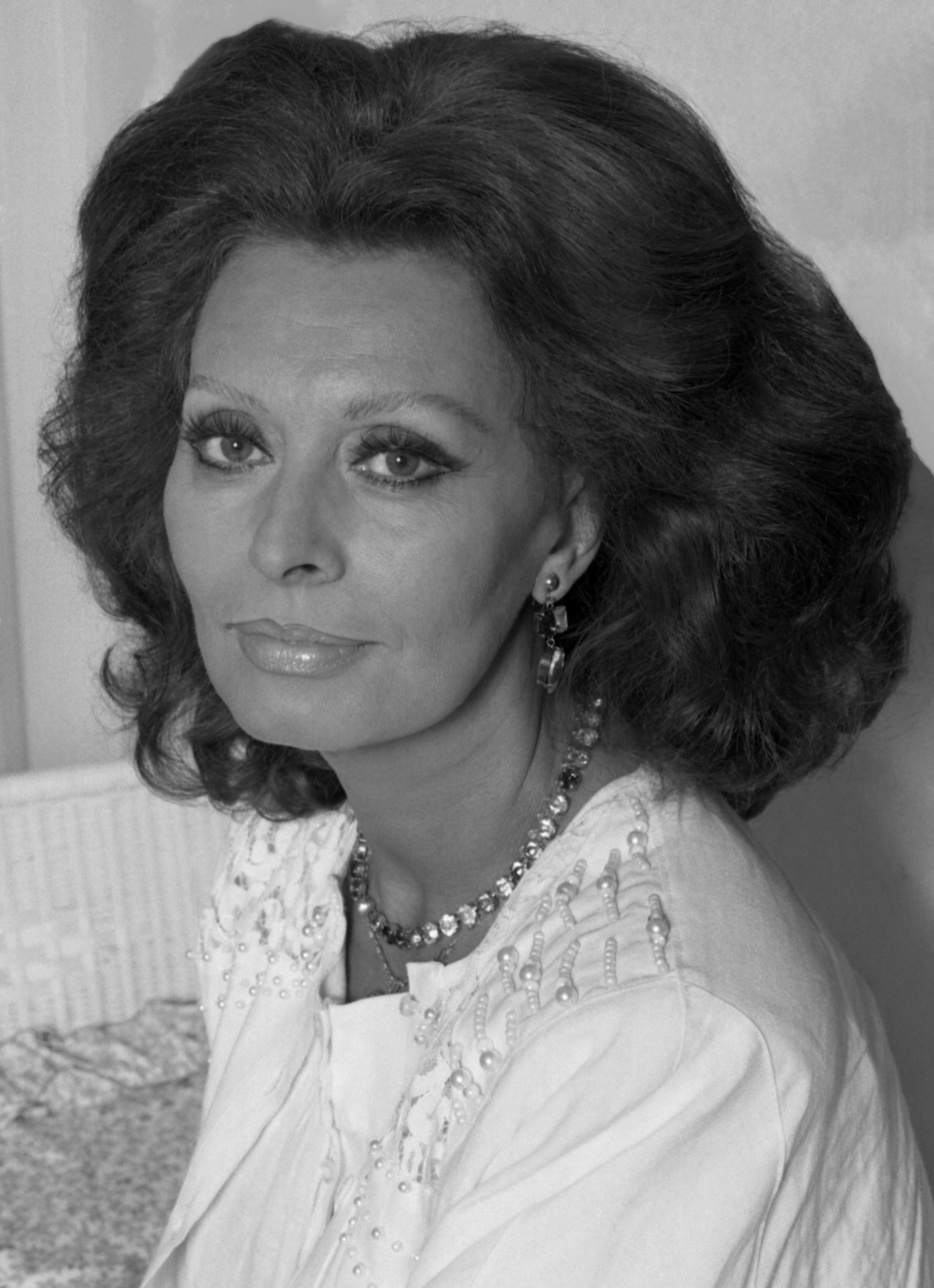
Sophia Loren con sette premi ricevuti, detiene il record di vittorie.

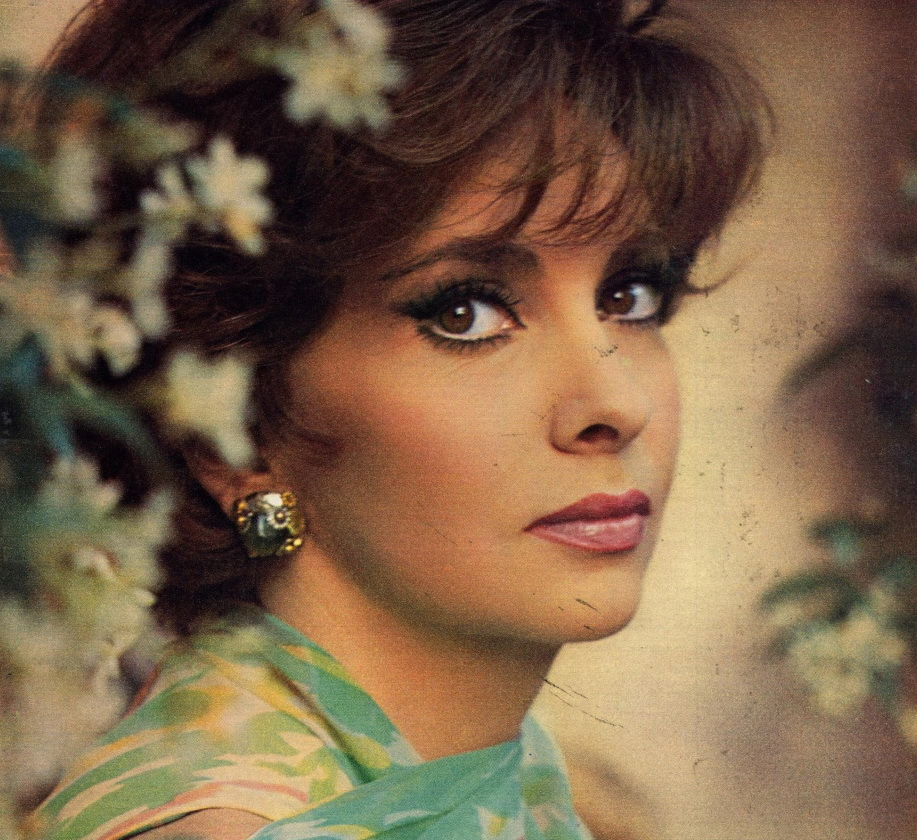
Gina Lollobrigida fu la prima attrice a vincere il premio nel 1956, per La donna più bella del mondo.

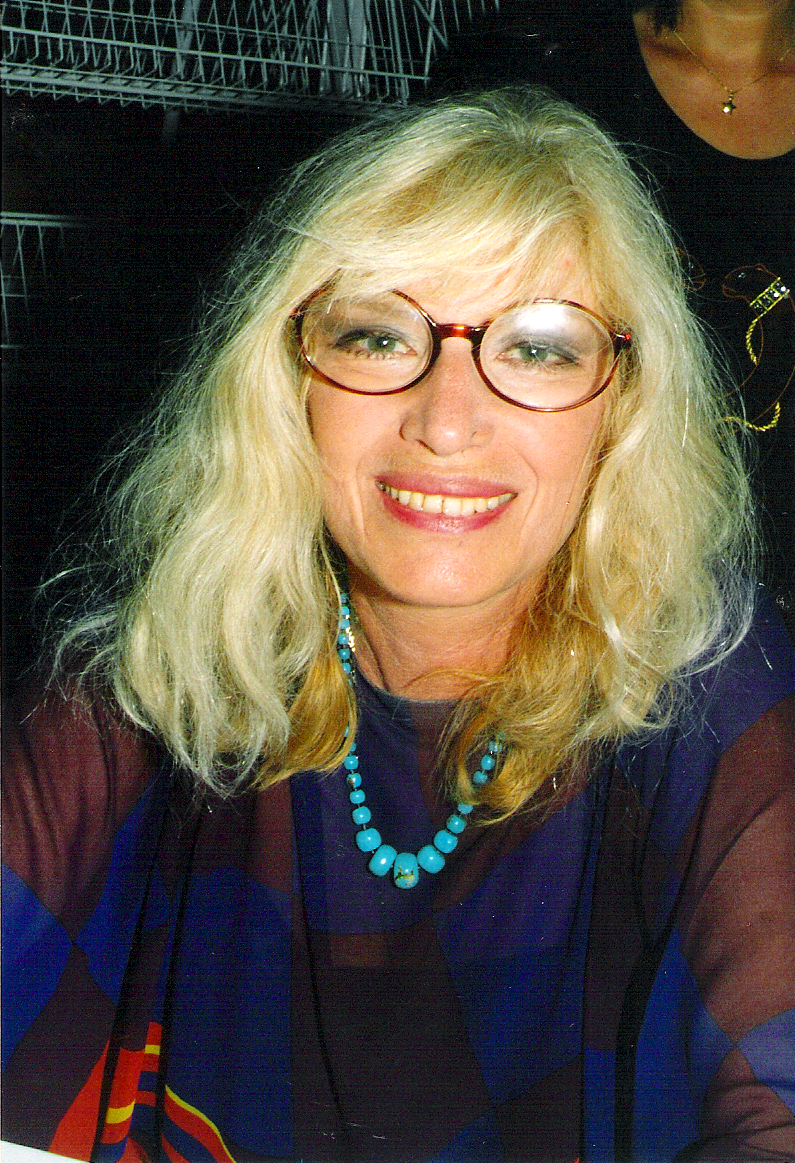
Monica Vitti vincitrice di cinque statuette

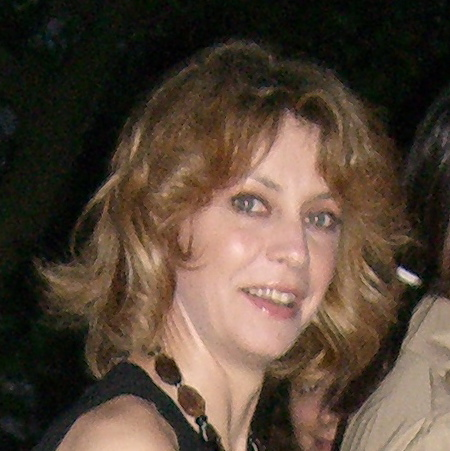
Margherita Buy vincitrice di cinque statuette

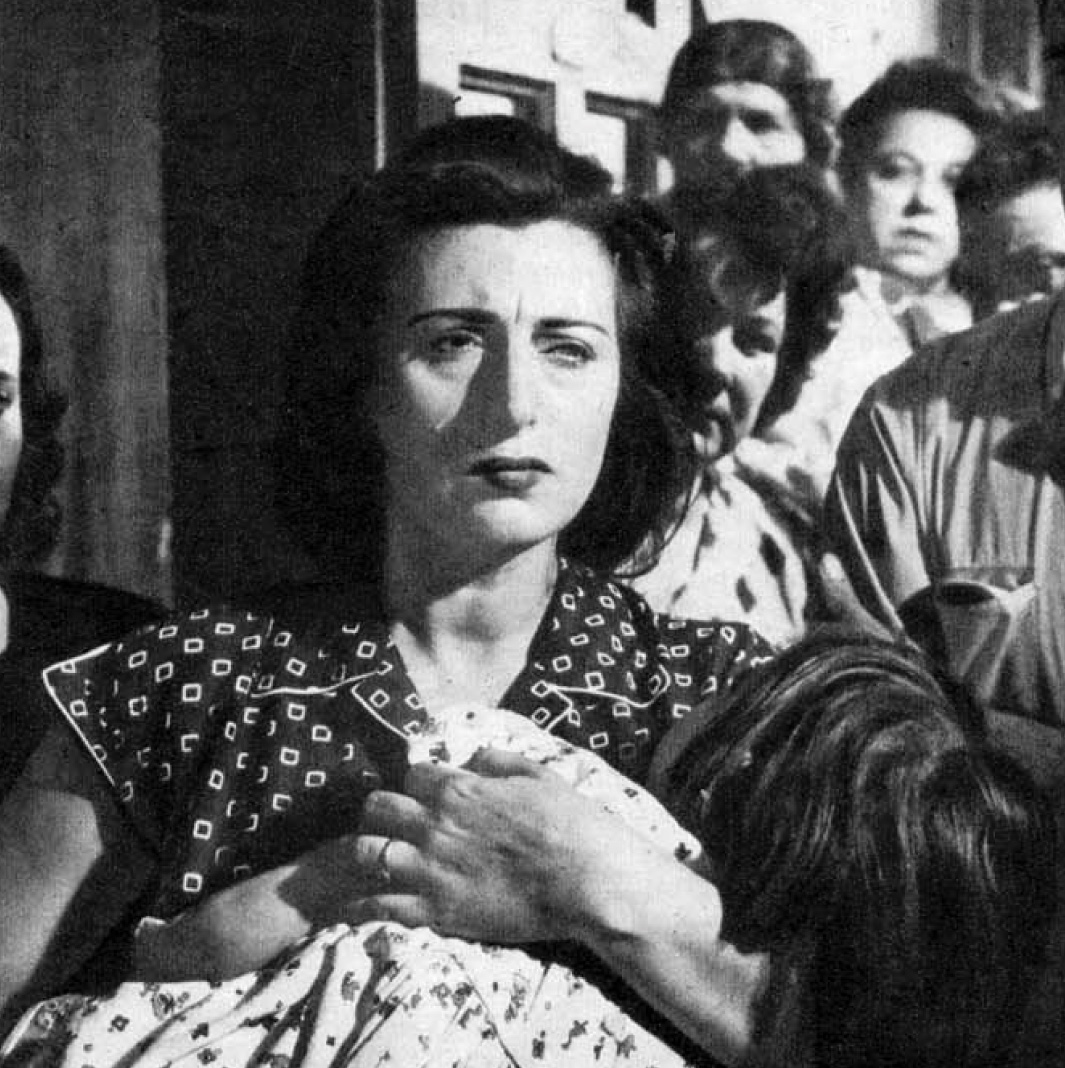
Anna Magnani vinse il premio due volte in anni consecutivi.

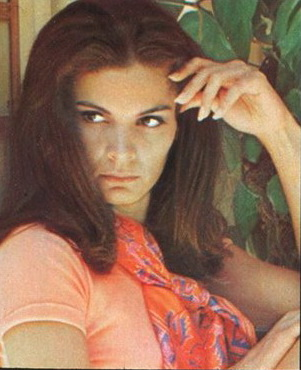
Florinda Bolkan, due volte vincitrice, fu la prima attrice straniera a vincere il premio, per Anonimo veneziano.

Il David di Donatello per la migliore attrice protagonista è uno dei più importanti riconoscimenti italiani per la recitazione attribuito a un'attrice.
Viene assegnato annualmente, come riconoscimento di categoria dei David di Donatello, a partire dalla prima edizione del 1956, con l'eccezione di quelle del 1957, del 1960 e del 1962.

## Storia
La formula della premiazione è andata modificandosi negli anni, passando da un riconoscimento diretto ad un sistema di candidature.
In alcune edizioni si sono verificate gli "ex aequo" fra due vincitrici: Gina Lollobrigida e Silvana Mangano nel 1963, ancora Lollobrigida e Monica Vitti nel 1969, Vitti e Florinda Bolkan nel 1971, ancora Florinda Bolkan e Silvana Mangano nel 1973, Sophia Loren e Monica Vitti nel 1974, Sophia Loren e Mariangela Melato nel 1978, Valeria D'Obici e Mariangela Melato nel 1981. Da questa edizione, per oltre trent'anni, non si è più verificata una condizione di parità.
L'attrice che ha vinto più volte è Sophia Loren, con sette statuette. Monica Vitti e Margherita Buy hanno ottenuto cinque vittorie; Mariangela Melato e Valeria Bruni Tedeschi quattro.
La prima attrice non italiana a vincere il premio è stata la brasiliana Florinda Bolkan (nel 1971 e 1973). Nel 1986 è toccato alla spagnola Ángela Molina, nel 1987 alla norvegese Liv Ullmann, nel 1988 alla russa Elena Safonova. Nel 2004 è stata premiata la spagnola Penélope Cruz, seguita dalla slovacca Barbora Bobuľová nel 2005, dalla russa Ksenia Rappoport nel 2007 e dalla cinese Zhao Tao nel 2012.

### Anni 1956-1959
- 1956: Gina Lollobrigida - La donna più bella del mondo
- 1957: non assegnato
- 1958: Anna Magnani - Selvaggio è il vento
- 1959: Anna Magnani - Nella città l'inferno

### Anni 1960-1969
- 1960: non assegnato
- 1961: Sophia Loren - La ciociara
- 1962: non assegnato
- 1963
  - Gina Lollobrigida (ex aequo) - Venere imperiale
  - Silvana Mangano (ex aequo) - Il processo di Verona
- 1964: Sophia Loren - Ieri, oggi, domani
- 1965: Sophia Loren - Matrimonio all'italiana
- 1966: Giulietta Masina - Giulietta degli spiriti
- 1967: Silvana Mangano - Le streghe
- 1968: Claudia Cardinale - Il giorno della civetta
- 1969
  - Gina Lollobrigida (ex aequo) - Buonasera, signora Campbell
  - Monica Vitti (ex aequo) - La ragazza con la pistola

### Anni 1970-1979
- 1970: Sophia Loren - I girasoli
- 1971
  - Florinda Bolkan (ex aequo) - Anonimo veneziano
  - Monica Vitti (ex aequo) - Ninì Tirabusciò, la donna che inventò la mossa
- 1972: Claudia Cardinale - Bello, onesto, emigrato Australia sposerebbe compaesana illibata
- 1973
  - Florinda Bolkan (ex aequo) - Cari genitori
  - Silvana Mangano (ex aequo) - Lo scopone scientifico
- 1974
  - Sophia Loren (ex aequo) - Il viaggio
  - Monica Vitti (ex aequo) - Polvere di stelle
- 1975: Mariangela Melato - La poliziotta
- 1976: Monica Vitti - L'anatra all'arancia
- 1977: Mariangela Melato - Caro Michele
- 1978
  - Sophia Loren (ex aequo) - Una giornata particolare
  - Mariangela Melato (ex aequo) - Il gatto
- 1979: Monica Vitti - Amori miei

### Anni 1980-1989
- 1980: Virna Lisi - La cicala
- 1981
  - Valeria D'Obici (ex aequo) - Passione d'amore
  - Mariangela Melato (ex aequo) - Aiutami a sognare
  - Elena Fabrizi - Bianco, rosso e Verdone
- 1982
  - Eleonora Giorgi - Borotalco
  - Ornella Muti - Storie di ordinaria follia
  - Marina Suma - Le occasioni di Rosa
- 1983
  - Giuliana De Sio - Io, Chiara e lo Scuro
  - Giuliana De Sio - Sciopèn
  - Mariangela Melato - Il buon soldato
  - Hanna Schygulla - Storia di Piera
- 1984
  - Lina Sastri - Mi manda Picone
  - Laura Morante - Bianca
  - Monica Vitti - Flirt
- 1985
  - Lina Sastri - Segreti segreti
  - Giuliana De Sio - Casablanca, Casablanca
  - Lea Massari - Segreti segreti
  - Julia Migenes - Carmen
- 1986
  - Ángela Molina - Un complicato intrigo di donne, vicoli e delitti
  - Giulietta Masina - Ginger e Fred
  - Liv Ullmann - Speriamo che sia femmina
- 1987
  - Liv Ullmann - Mosca addio
  - Valeria Golino - Storia d'amore
  - Stefania Sandrelli - La famiglia
- 1988
  - Elena Vsevolodovna Safonova - Oci ciornie
  - Valeria Golino - Gli occhiali d'oro
  - Ornella Muti - Io e mia sorella
- 1989
  - Stefania Sandrelli - Mignon è partita
  - Ornella Muti - Codice privato
  - Marina Vlady - Splendor

### Anni 1990-1999
- 1990
  - Elena Sofia Ricci - Ne parliamo lunedì
  - Anna Bonaiuto - Donna d'ombra
  - Virna Lisi - Buon Natale... buon anno
  - Stefania Sandrelli - Evelina e i suoi figli
  - Lina Sastri - Piccoli equivoci
- 1991
  - Margherita Buy - La stazione
  - Nancy Brilli - Italia-Germania 4-3
  - Margherita Buy - La settimana della Sfinge
  - Angela Finocchiaro - Volere volare
  - Ingrid Thulin - La casa del sorriso
- 1992
  - Giuliana De Sio - Cattiva
  - Margherita Buy - Maledetto il giorno che t'ho incontrato
  - Francesca Neri - Pensavo fosse amore... invece era un calesse
- 1993
  - Antonella Ponziani - Verso sud
  - Margherita Buy - Cominciò tutto per caso
  - Carla Gravina - Il lungo silenzio
- 1994
  - Asia Argento - Perdiamoci di vista
  - Chiara Caselli - Dove siete? Io sono qui
  - Barbara De Rossi - Maniaci sentimentali
- 1995
  - Anna Bonaiuto - L'amore molesto
  - Sabrina Ferilli - La bella vita
  - Anna Galiena - Senza pelle
- 1996
  - Valeria Bruni Tedeschi - La seconda volta
  - Virna Lisi - Va' dove ti porta il cuore
  - Laura Morante - Ferie d'agosto
  - Lina Sastri - Celluloide
- 1997
  - Asia Argento - Compagna di viaggio
  - Margherita Buy - Testimone a rischio
  - Iaia Forte - Luna e l'altra
  - Claudia Gerini - Sono pazzo di Iris Blond
  - Monica Guerritore - La lupa
- 1998
  - Valeria Bruni Tedeschi - La parola amore esiste
  - Anna Bonaiuto - Teatro di guerra
  - Valeria Golino - Le acrobate
- 1999
  - Margherita Buy - Fuori dal mondo
  - Giovanna Mezzogiorno - Del perduto amore
  - Francesca Neri - Matrimoni

### Anni 2000-2009
- 2000
  - Licia Maglietta - Pane e tulipani
  - Lorenza Indovina - Un amore
  - Francesca Neri - Il dolce rumore della vita
  - Francesca Neri - Io amo Andrea
  - Isabella Rossellini - Il cielo cade
- 2001
  - Laura Morante - La stanza del figlio
  - Margherita Buy - Le fate ignoranti
  - Giovanna Mezzogiorno - L'ultimo bacio
- 2002
  - Marina Confalone - Incantesimo napoletano
  - Sandra Ceccarelli - Luce dei miei occhi
  - Licia Maglietta - Luna rossa
- 2003
  - Giovanna Mezzogiorno - La finestra di fronte
  - Donatella Finocchiaro - Angela
  - Valeria Golino - Respiro
  - Laura Morante* - Ricordati di me
  - Stefania Rocca - Casomai
- 2004
  - Penélope Cruz - Non ti muovere
  - Michela Cescon - Primo amore
  - Licia Maglietta - Agata e la tempesta
  - Violante Placido - Che ne sarà di noi
  - Maya Sansa - Buongiorno, notte
- 2005
  - Barbora Bobuľová - Cuore sacro
  - Sandra Ceccarelli - La vita che vorrei
  - Valentina Cervi - Provincia meccanica
  - Maria de Medeiros - Il resto di niente
  - Maya Sansa - L'amore ritrovato
- 2006
  - Valeria Golino - La guerra di Mario
  - Margherita Buy - Il caimano
  - Cristiana Capotondi - Notte prima degli esami
  - Giovanna Mezzogiorno - La bestia nel cuore
  - Ana Caterina Morariu - Il mio miglior nemico
- 2007
  - Ksenija Aleksandrovna Rappoport - La sconosciuta
  - Margherita Buy - Saturno contro
  - Donatella Finocchiaro - Il regista di matrimoni
  - Giovanna Mezzogiorno - Lezioni di volo
  - Laura Morante - Liscio
- 2008
  - Margherita Buy - Giorni e nuvole
  - Anna Bonaiuto - La ragazza del lago
  - Antonia Liskova - Riparo
  - Valentina Lodovini - La giusta distanza
  - Valeria Solarino - Signorina Effe
- 2009
  - Alba Rohrwacher - Il papà di Giovanna
  - Donatella Finocchiaro - Galantuomini
  - Claudia Gerini - Diverso da chi?
  - Valeria Golino - Giulia non esce la sera
  - Ilaria Occhini - Mar nero

### Anni 2010-2019
- 2010
  - Micaela Ramazzotti - La prima cosa bella
  - Margherita Buy - Lo spazio bianco
  - Giovanna Mezzogiorno - Vincere
  - Stefania Sandrelli - La prima cosa bella
  - Greta Zuccheri Montanari - L'uomo che verrà
- 2011
  - Paola Cortellesi - Nessuno mi può giudicare
  - Sarah Felberbaum - Il gioiellino
  - Angela Finocchiaro - Benvenuti al sud
  - Isabella Ragonese - La nostra vita
  - Alba Rohrwacher - La solitudine dei numeri primi
- 2012
  - Zhao Tao - Io sono Li
  - Claudia Gerini - Il mio domani
  - Valeria Golino - La kryptonite nella borsa
  - Donatella Finocchiaro - Terraferma
  - Micaela Ramazzotti - Posti in piedi in paradiso
- 2013
  - Margherita Buy - Viaggio sola
  - Valeria Bruni Tedeschi - Viva la libertà
  - Tea Falco - Io e te
  - Thony - Tutti i santi giorni
  - Jasmine Trinca - Un giorno devi andare
- 2014
  - Valeria Bruni Tedeschi - Il capitale umano
  - Paola Cortellesi - Sotto una buona stella
  - Sabrina Ferilli - La grande bellezza
  - Kasia Smutniak - Allacciate le cinture
  - Jasmine Trinca - Miele
- 2015
  - Margherita Buy - Mia madre
  - Paola Cortellesi - Scusate se esisto!
  - Virna Lisi (postuma) - Latin Lover
  - Alba Rohrwacher - Hungry Hearts
  - Jasmine Trinca - Nessuno si salva da solo
- 2016
  - Ilenia Pastorelli - Lo chiamavano Jeeg Robot
  - Àstrid Bergès-Frisbey - Alaska
  - Juliette Binoche - L'attesa
  - Paola Cortellesi - Gli ultimi saranno ultimi
  - Sabrina Ferilli - Io e lei
  - Anna Foglietta - Perfetti sconosciuti
  - Valeria Golino - Per amor vostro
- 2017
  - Valeria Bruni Tedeschi - La pazza gioia
  - Angela e Marianna Fontana - Indivisibili
  - Matilda De Angelis - Veloce come il vento
  - Micaela Ramazzotti - La pazza gioia
  - Daphne Scoccia - Fiore
- 2018
  - Jasmine Trinca - Fortunata
  - Paola Cortellesi - Come un gatto in tangenziale
  - Valeria Golino - Il colore nascosto delle cose
  - Giovanna Mezzogiorno - Napoli velata
  - Isabella Ragonese - Sole cuore amore
- 2019
  - Elena Sofia Ricci - Loro
  - Anna Foglietta - Un giorno all'improvviso
  - Marianna Fontana - Capri-Revolution
  - Alba Rohrwacher - Troppa grazia
  - Pina Turco - Il vizio della speranza

### Anni 2020-2029
- 2020
  - Jasmine Trinca - La dea fortuna
  - Valeria Bruni Tedeschi - I villeggianti
  - Linda Caridi - Ricordi?
  - Valeria Golino - Tutto il mio folle amore
  - Isabella Ragonese - Mio fratello rincorre i dinosauri
  - Lunetta Savino - Rosa

- 2021
  - Sophia Loren - La vita davanti a sé
  - Paola Cortellesi - Figli
  - Vittoria Puccini - 18 regali
  - Micaela Ramazzotti - Gli anni più belli
  - Alba Rohrwacher - Lacci

- 2022
  - Swamy Rotolo - A Chiara
  - Aurora Giovinazzo - Freaks Out
  - Miriam Leone - Diabolik
  - Maria Nazionale - Qui rido io
  - Rosa Palasciano - Giulia

- 2023
  - Barbara Ronchi - Settembre
  - Margherita Buy - Esterno notte
  - Penélope Cruz - L'immensità
  - Claudia Pandolfi - Siccità
  - Benedetta Porcaroli - Amanda

- 2024
  - Paola Cortellesi – C'è ancora domani
  - Linda Caridi – L'ultima notte di Amore
  - Isabella Ragonese – Come pecore in mezzo ai lupi
  - Micaela Ramazzotti – Felicità
  - Barbara Ronchi – Rapito

- 2025
  - Tecla Insolia – L'arte della gioia
  - Barbara Ronchi – Familia
  - Romana Maggiora Vergano – Il tempo che ci vuole
  - Celeste Dalla Porta – Parthenope
  - Martina Scrinzi – Vermiglio

## Attrici pluripremiate
| Numero di vittorie | Vincitore              | Anni                                     |
| ------------------ | ---------------------- | ---------------------------------------- |
| 7                  | Sophia Loren           | 1961, 1964, 1965, 1970, 1974, 1978, 2021 |
| 5                  | Monica Vitti           | 1969, 1971, 1974, 1976, 1979             |
| 5                  | Margherita Buy         | 1991, 1999, 2008, 2013, 2015             |
| 4                  | Mariangela Melato      | 1975, 1977, 1978, 1981                   |
| 4                  | Valeria Bruni Tedeschi | 1996, 1998, 2014, 2017                   |
| 3                  | Gina Lollobrigida      | 1956, 1963, 1969                         |
| 3                  | Silvana Mangano        | 1963, 1967, 1973                         |
| 2                  | Anna Magnani           | 1958, 1959                               |
| 2                  | Claudia Cardinale      | 1968, 1972                               |
| 2                  | Florinda Bolkan        | 1971, 1973                               |
| 2                  | Giuliana De Sio        | 1983, 1992                               |
| 2                  | Lina Sastri            | 1984, 1985                               |
| 2                  | Asia Argento           | 1994, 1997                               |
| 2                  | Elena Sofia Ricci      | 1990, 2019                               |
| 2                  | Jasmine Trinca         | 2018, 2020                               |
| 2                  | Paola Cortellesi       | 2011, 2024                               |